# 'Aydhab
ʿAydhāb, Aydhab o Aidab (in arabo ﻋﻴﺬﺍﺏ‎?), è stato un importante porto medievale della costa occidentale del mar Rosso. Il sito archeologico si trova nel conteso Triangolo di Hala'ib.

## Storia
Sorta probabilmente in età tolemaica, ʿAydhāb fu occupata dai Beja prima della conquista fatimide del X secolo. Fu edificata a circa 20 chilometri a nord del porto moderno di Halayeb. Abulfeda ne fornisce le coordinate a 21°N, 58°E: attualmente le coordinate sono invece di 22°19'N, 36°28'E.
ʿAydhāb divenne un porto importante per il commercio orientale (particolarmente con lo Yemen) e per i pellegrini musulmani che si recavano dall'Africa a compiere il hajj a Mecca e nei suoi dintorni (che in effetti si trovano sulla costa antistante) nel corso del X e XI secolo. La sua fortuna dipese da varie ragioni. La prima fu la riscoperta delle miniere egiziane del Wadi Allaqi, che comportò una vera "corsa all'oro" tra il X e il XIV secolo. La seconda ragione fu l'affermazione della dinastia fatimide che accrebbe notevolmente l'importanza dell'Egitto nel commercio vicino-orientale, vista la presenza del fenomeno piratesco nel Golfo Persico e la sua relativa instabilità, che consigliarono lo spostamento a occidente, nel mar Rosso, del traffico commerciale islamico. Questo doveva svolgersi molto al largo delle coste, a causa dei costanti venti meridionali che rendevano complicati i viaggi di grandi imbarcazioni che si recavano a Suez prima dell'affermazione della navigazione a vapore.
ʿAydhāb era vicina a Gedda e ad essa era collegata con traghetti regolari, mentre carovane permettevano il collegamento con Assuan e altri centri abitati sul Nilo. I viaggiatori Ibn Jubayr e Ibn Battuta passarono per ʿAydhāb. Il fratello di Mosè Maimonide,  David, annegò mentre si spostava da ʿAydhāb verso l'India. Naser-e Khosrow credeva che la regione potesse vantare i migliori dromedari del mondo.
I costumi della cittadina furono equamente influenzati tra quelli egiziani e quelli dei nomadi Beja, che alternativamente protessero ʿAydhāb e i mercanti che vi operavano.
La cittadina fu saccheggiata dai Crociati di Rinaldo di Châtillon nel 1182 e da Re Dawud di Nubia verso il 1270. Le incursioni contro l'Antica Dongola, condotte dal Sultano baḥrī Baybars, ridussero l'area alla condizione di vassallaggio nei confronti dell'Egitto mamelucco.
La cittadina cominciò a declinare alla fine delle Crociate e lo sviluppo di Suakin accentuò la competizione con gli altri approdi portuali. Nel 1326, il notissimo viaggiatore Ibn Battuta, decise di partire dall'Egitto per La Mecca, via ʿAydhāb, che al tempo era considerata il più conveniente dei tre possibili itinerari.

Tuttavia, nell'avvicinarsi ad ʿAydhāb, fu obbligato a tornare sui suoi passi a causa di una ribellione locale, a ritornare al Cairo e ad andare a Mecca per una via differente.
Con la presa di potere da parte dei Mamelucchi, Gedda ottenne un trattamento preferenziale per il commercio con l'India.
Infine, nel 1426, il Sultano mamelucco Barsbāy distrusse la cittadina per rappresaglia per il saccheggio che era stato perpetrato da elementi locali di mercanzie in viaggio alla volta di Mecca. Gli abitanti della cittadina ripararono a Dongola e Suakin, ma in quest'ultima località furono massacrati. L'azione di Barsbāy va ricondotta al suo piano di assicurare all'Egitto il monopolio dei traffici mercantili nel mar Rosso con destinazione Yemen ed Europa.
L'antico approdo portuale non esiste più e il sito è attualmente abbandonato.